# Mariano d'Abbattegio
Mariano d'Abbategio, moine célestin, est né au XIVe siècle. Il était également comme gouverneur, théologien et philosophe.

## Biographie
Devenu général de son ordre, Mariano d'Abbattegio fut nommé gouverneur d'Aquila en 1317,. On ignore les autres circonstances de sa vie et l'époque de sa mort.

## Sources
- « Mariano d'Abbattegio », Charles Weiss, Biographie universelle, ou Dictionnaire historique contenant la nécrologie des hommes célèbres de tous les pays, 1841 [détail des éditions].